# イェニー・アベル
- ジェニー・アベル
- ジェニー・アーベル

イェニー・アベル（Jenny Abel, 1942年11月13日 - ）は、ドイツ出身のヴァイオリン奏者。

## 経歴
1942年、シュレースヴィヒ＝ホルシュタイン州ブレートシュテット生まれ。7歳の頃からウルリヒ・コッホの下でヴァイオリンを学び、1957年からマックス・ロスタルに弟子入りしてベルン音楽院で学んだ。またヘンリク・シェリングの指導も受けた。1963年に音楽院を卒業。
その後は独奏や室内楽の奏者として国際的に活動を続けている。

## 註
1. ↑  Roeseler, Albrecht (1987). Grosse Geiger unseres Jahrhunderts. Piper. p. 322. ISBN 9783492030632. OCLC 242136527
2. ↑  Blume, Friedrich; Finscher, Ludwig (1987). Die Musik in Geschichte und Gegenwart. 1 (2 ed.). Bärenreiter. p. 19. ISBN 9783761811115. OCLC 242136527
3. ↑  “JENNY ABEL”. 2017年5月8日時点のオリジナルよりアーカイブ。2017年5月8日閲覧。